# Wojciech Żurawski (koszykarz)
Wojciech Żurawski (ur. 20 maja 1976 w Bytomiu) – polski koszykarz, występujący na pozycjach skrzydłowego lub środkowego, obecnie zawodnik  II-ligowego KKS RAGOR Tarnowskie Góry.

## Osiągnięcia
Stan na 11 grudnia 2020, na podstawie, o ile nie zaznaczono inaczej.
Drużynowe
- Awans do PLK:
  - z Pogonią Ruda Śląska (1995)
  - ze Stalą Ostrów Wielkopolski (2015)

Indywidualne
- Uczestnik meczu gwiazd PLK (2006)[2]
- Lider:
  - PLK w skuteczności rzutów z gry (2006, 2009)
  - I ligi w[3]:
    - zbiórkach (2011 – 9,8)
    - skuteczności rzutów z gry (2011 – 64,3%, 2014 – 65,2%)

- Zaliczony do I składu II ligi:
  - grupy A (2019)[4]
  - grupy D (2017)[5]

Reprezentacja
- Uczestnik mistrzostw Europy U–16 (1993 – 11. miejsce)[6]